# وجهیت شناختی
وَجهیتِ شناختی (انگلیسی: Epistemic modality) یا به عبارتی بهتر، وجهیتِ بَرداشتی، در زبان‌شناسی یکی از انواع وجهیت است که به قضاوت گوینده در مورد درستی یا احتمال واقعیت داشتن یک گزاره مربوط می‌شود.
به زبان ساده، وجهیت شناختی به این معناست که گوینده بر اساس شواهد، قرائن، یا دانش و استنباط و برداشت خود، دربارهٔ محتوای یک جمله نظر می‌دهد و میزان اطمینان خود را نسبت به درست بودن آن بیان می‌کند. این نوع وجهیت بیانگر نگرش یا وضعیت ذهنی گوینده است و گاهی آن را «گوینده‌محور» می‌نامند. گوینده با استفاده از وجهیت شناختی، تعهد خود را نسبت به صدق گزاره بیان می‌کند.
این نوع وجهیت در زبان‌های گوناگون به شیوه‌های متنوع واژگانی و دستوری رمزگذاری می‌شود.
در فارسی، وجهیت شناختی عمدتاً با افعال وجهی مانند «باید» و «شاید» (که گاهی اسنادساز زمینه نیز نامیده می‌شوند و فعل اصلی نیستند)، و همچنین «توانستن» و «شدن» (که افعال نیمه‌وجهی نیز نامیده می‌شوند) بیان می‌شود. قیود وجهی مانند «احتمالاً» نیز می‌توانند مفهوم وجهیت شناختی را منتقل کنند.
وجهیت شناختی در زبان انگلیسی از طریق فعل وجهی مانند may, might، و must نمود می‌یابد.
وجهیت شناختی با وجهیت الزامی (که مربوط به دستور، اجازه، یا اجبار است) و وجهیت پویا (که مربوط به توانایی یا شرایط فیزیکی است) تفاوت دارد. وجهیت شناختی بر ارزیابی درستی گزاره تمرکز دارد، در حالی که وجهیت ریشه‌ای (مانند الزامی و پویا) بر وقوع خود رویداد یا رفتار متمرکز است. با این حال، منابع اشاره می‌کنند که گاهی یک فعل واحد (مثل "باید" یا "توانستن") می‌تواند در بافت‌های مختلف، هم‌معنی شناختی و هم‌معنی ریشه‌ای داشته باشد، که تشخیص آن وابسته به بافت کلام است.
وجهیت برداشتی از منظرهای گوناگونی در زبان‌شناسی و فلسفه مورد مطالعه قرار گرفته و یکی از پدیده‌های پُرمطالعه در معناشناسی صوری به‌شمار می‌رود.

## درجات
منابع به درجات مختلفی برای وجهیت شناختی اشاره کرده‌اند:
- امکان (یا استنباط ممکن): این پایین‌ترین درجه است. گوینده بر اساس شواهد یا قرائن نسبتاً ضعیف، استنباط می‌کند که گزاره ممکن است صحیح باشد. در این حالت، گوینده اطمینان کمی دارد و اگر استنباطش نادرست باشد، شگفت‌زده نخواهد شد. فعل‌هایی مانند "شاید"، "شدن"، و "توانستن" در این درجه به کار می‌روند. "باید" نیز می‌تواند درجه امکان را بیان کند، اما با اطمینان بیشتر نسبت به "شاید"، "شدن"، و "توانستن". "شاید" معمولاً نشان‌دهنده وجهیت شناختی ضعیف و "باید" نشان‌دهنده وجهیت شناختی قوی‌تر است.
- ضرورت: در این درجه، گوینده بر اساس شواهد و قرائن، اطمینان بیشتری نسبت به واقعیت داشتن استنباط خود دارد و معتقد است نتیجه‌گیری او ضروری است. فعل "باید" برای بیان وجهیت شناختی ضروری به کار می‌رود و در این مورد خاص، فعل‌های دیگر ("شدن"، "توانستن") قابل استفاده نیستند.
- بالاترین درجه (شناختی) یا تضمین: گاهی گوینده با توجه به اطلاعات و شواهد قوی یا اطمینان از توانایی یا تجربه فرد، تحقق یک موقعیت را بسیار نزدیک به واقعیت یا قابل تضمین می‌داند. این درجه را می‌توان "بالاترین درجه استنباط" نیز نامید. فعل‌های "باید"، "شدن" و "توانستن" می‌توانند در این درجه به کار روند. در این درجه نیز "باید" قاطعیت بیشتری نسبت به "شدن" و "توانستن" نشان می‌دهد.

## تحقق در گفتار
- (الف) از نظر دستوری: از طریق
  - فعل وجهی‌ها (برای نمونه، در انگلیسی: may, might, must؛ در آلمانی: sollen: Er soll ein guter Schachspieler sein یعنی «گفته می‌شود او شطرنج‌باز خوبی است»)،
  - برخی وجه دستوری‌ها بر فعل‌ها، موسوم به وجه‌های شناختی، یا
  - یک عنصر خاص دستوری، همچون وند (مثلاً در تویوکا: -hīyi به‌معنای «پذیرفتنی برای فرض گرفتن») یا حرف ؛ یا
- (ب) از نظر غیردستوری (اغلب واژگان): از طریق
  - قیدها (مثلاً در زبان انگلیسی: perhaps, possibly)، یا
  - الگوی خاصی از آهنگ گفتار[۱]

## بسترهای غیرمعمول و وجهیت شناختی عینی
در سال ۱۹۷۷، جان لاینز بحثی طولانی را آغاز کرد دربارهٔ اینکه وجه‌نماهای شناختی در چه بسترهایی می‌توانند جای گیرند و از چه بسترهایی بیرون رانده می‌شوند. او استدلال می‌کند که وجه‌نماهای شناختی با جایگاه همانند کنش غیربیانی رقابت می‌کنند، مانند عمل‌گرای بیان خبر، پرسش یا فرمان. از نظر او، همین نکته دلیل آن است که چرا اغلب وجه‌های شناختی در زبان انگلیسی را نمی‌توان در دل پرسش‌ها یا جملات منفی به کار برد.
از آن‌جا که لاینز واژگان منفردی از وجه‌های شناختی در زبان انگلیسی یافته که در ساختار پرسشی یا منفی به کار رفته‌اند، نتیجه می‌گیرد که این‌ها باید به طبقه‌ای جداگانه از وجهیت شناختی تعلق داشته باشند؛ آنچه او آن را وجهیت شناختی عینی می‌نامد، در برابر وجهیت شناختی ذهنی، که در آن، وجه‌نماها جایگاه برابر با عمل‌گرای بیانی در جمله می‌گیرند.
این‌که کدام واژه‌های وجهی حامل تفسیر شناختی «عینی» هستند، محل اختلاف نظر بسیاری است. تاکنون اغلب نویسندگانی که از وجود طبقه‌ای جدا از افعال وجهی شناختی عینی دفاع کرده‌اند، به‌صراحت بیان نکرده‌اند که کدام افعال می‌توانند به‌گونه‌ای عینی تفسیر شوند و کدام تنها به‌صورت ذهنی.
پیش‌فرض رایج آن است که در زبان‌هایی مانند انگلیسی، مجاری، هلندی و آلمانی، قیدهای وجهی تنها حامل تفسیر شناختی ذهنی‌اند و نمی‌توان آن‌ها را به‌صورت عینی تفسیر کرد.
از زمان انتشار اثر لاینز، دامنه‌ای از بسترها پیشنهاد شده‌اند که تصور می‌شود وجهیت‌های شناختی (ذهنی) در آن‌ها مجاز نیستند. بیشتر این بسترهای غیرمعمول بر پایهٔ داده‌های زبان انگلیسی مطرح شده‌اند:
- عدم حضور در مصدرها
- عدم حضور در اسم مفعول‌ها
- عدم حضور در زمان گذشته
- حذف از دامنهٔ عمل‌گرای شرطی خلاف واقع
- حذف از اسم‌مصدرها
- عدم پذیرش گروه‌حرفی‌های جهتی بدون فعل
- عدم پذیرش ارجاع
- عدم امکان جداسازی در شکافت‌های wh
- ناتوانی درگرفتن تکیهٔ جمله
- حذف از دامنهٔ نفی
- حذف از پرسش‌های قطبی
- حذف از پرسش‌های wh
- حذف از وجه امری
- حذف از وجه تمنایی
- حذف از جمله‌های متممی
- حذف از جمله‌های علّی وابسته به رویداد
- حذف از بخش نخست جملهٔ شرطی مربوط به رویداد
- حذف از جمله‌های زمانی
- حذف از جمله‌های موصولی محدودکننده
- حذف از دامنهٔ سور
- عدم پذیرش موافقت یا مخالفت گفتاری

با این حال، نگاهی به زبان‌هایی با تصریف‌های صرفی پُربارتر مانند آلمانی نشان می‌دهد که داده‌های پیکره‌ای محکمی وجود دارد که افعال وجهی شناختی در بسیاری از این بسترها به‌کار می‌روند. تنها بسترهایی که در آن‌ها افعال وجهی شناختی در زبان آلمانی به‌کار نمی‌روند، عبارت‌اند از:
- آن‌ها در ترکیب‌های جهتی بدون فعل ظاهر نمی‌شوند
- نمی‌توان آن‌ها را از متمم‌های مصدری‌شان در جمله‌های شکافتهٔ wh جدا کرد
- وارد فرایند اسم‌مصدرسازی نمی‌شوند
- در مصدرهای قیدی به‌کار نمی‌روند
- نمی‌توان آن‌ها را زیر افعال وجهی موقعیتی قرار داد
- نمی‌توان آن‌ها را زیر فعل‌های خواستن و تمایل قرار داد
- نمی‌توان آن‌ها را زیر عمل‌گرای امری قرار داد
- نمی‌توان آن‌ها را زیر عمل‌گرای تمنایی قرار داد

این داده‌های پیکره‌ای همچنین نشان می‌دهند که هیچ طبقهٔ ثابتی از افعال وجهی شناختی «عینی» وجود ندارد، نه در زبان انگلیسی و نه در زبان آلمانی. هر یک از افعال وجهی‌ای که به‌عنوان نمونه‌هایی از وجهیت شناختی عینی فرض شده‌اند، تنها در مجموعه‌ای خاص از بسترها قابل پذیرش‌اند؛ مجموعه‌ای که قرار بود برای کل این طبقهٔ فرضی صدق کند.